# Albret Károly navarrai királyi herceg
Albret Károly (Pau, 1510. december 12. – Nápoly, 1528. szeptember 19.), franciául: Charles d'Albret de Navarre, spanyolul: Carlos de Albret de Navarra, baszkul: Karlos Labritekoa/Albretekoa/Nafarroakoa, okcitánul: Carles de Labrit, infant de Navarra, olaszul: Carlo d'Albret, latinul: Carolus Albretanae/Navarrae, navarrai királyi herceg (infáns), a Navarrai Királyság (Alsó-Navarra) trónörököse. Ifjabb Albret Izabella bátyja, III. Johanna navarrai királynő nagybátyja és IV. Henrik francia király nagynagybátyja, valamint idősebb Albret Izabella candale-i grófné, Cesare Borgia és Candale-i Anna magyar királyné unokaöccse. Az Albret-ház tagja.

## Élete
1510. december 12-én született a Béarni Algrófség székhelyén, Pau-ban.
III. (Albret) János navarrai király iure uxoris (a felesége jogán) és I. (Foix) Katalin navarrai királynő suo iure (a saját jogán) legkisebb fia, valamint II. Henrik navarrai király öccse.